# علي (موسيقي)
علي (بالإنجليزية: Ali)‏ هو موسيقي ومغني أمريكي، ولد في 13 يوليو 1971 في سانت لويس في الولايات المتحدة.

## وصلات خارجية
- علي على موقع ميوزك برينز (الإنجليزية)
- علي على موقع أول ميوزيك (الإنجليزية)
- علي على موقع ديسكوغز (الإنجليزية)